# Amanitore
Amanitore (ur. I wiek p.n.e., zm. I wiek n.e.) – królowa Imperium Meroańskiego. Została koronowana pod imieniem Merkare. Sprawowała władzę w koregencji z królem Natakamani od końca 1 roku p.n.e. do 25 n.e.

## Życiorys
Odnalezione w 1995 zapiski i płaskorzeźby świątynne wskazują na to, że jej matką mogła być Amaniszaketo. Od końca 1 roku p.n.e. do 25 n.e sprawowała władzę w koregencji z królem Natakamani, który mógł być jej mężem lub synem
Jej rządy przypadają na najbardziej prosperujący okres w historii Imperium Meroańskiego. Odbudowano świątynię Amun w Napacie, odnowiono wielką świątynię w Meroe i wybudowano nowe świątynie ku czci Amona w Naqa i Amarze. Odnalezione artefakty z tego okresu wskazują na rozkwit handlu. W tym czasie powstały również liczne kanały nawadniające i zbiorniki retencyjne w Meroe, co wspomogło rolnictwo. Wybudowano też ponad 200 piramid.
Jej wizerunki utrwalone w rzeźbie za jej życia przedstawiały ją jako niezwyciężoną wojowniczkę. W Naqa odnaleziono płaskorzeźbę przedstawiającą Amanitore gigantyczną i otyłą, zabijającą swoich wrogów mieczem, kiedy błagają ją o litość. Ten wizerunek różnił się od tradycyjnego przedstawienia kobiety w cywilizacji starożytnego Egiptu jako wysokiej i szczuplej, jednak wpasowywał się tradycyjne przedstawienie królowej Kuszu.
Według jednej z teorii, przedstawienie Amanitore jako egzekutorki wskazuje na możliwość, że była bezpośrednio zaangażowana w ekspedycje wojskowe i najazdy na plemiona pustynnych nomadów, które doprowadziły do powiększenia granic Imperium Meroańskiego. Wielu jeńców wojennych składano w ofierze w świątyniach ku czci bóstw. Inni służyli w świątyni jako nosiciele wody, rolnicy, garncarze i tkacze.
Unikalne dla Amanitore było częste portretowanie jej jako najwyższej kapłanki na równi z Natakamani.
Historycy podejrzewają, że Amanitore lub Amanitaraqide może być Kandaką, o której wspomina Biblia w Dz, 8:27.
Została pochowana pod piramidą o objętości 6 metrów kwadratowych. Nie wiadomo czy została pochowana z biżuterią, gdyż nie odnaleziono jej przy niej, ale istnieje podejrzenie, że mogła zostać zabrana przez włoskiego łowcę skarbów Giuseppe Ferliniego. Rządy po Amanitore przejęła Amanitaraqide.

## W kulturze popularnej
W 2017 dla gry Civilization VI powstało DLC dodające Nubię do grywalnych cywilizacji, a Amanitore jest jej przywódczynią. Gra odwzorowuje zamiłowanie królowej do wznoszenia budowli.